# Мацкевич Іван Іванович
Іван Іванович Мацкевич (біл. Іван Іванавіч Мацкевіч; нар. 9 квітня 1947, Грабово, Вовковиський район, Гродненська область, Білоруська РСР, СРСР  — пом. 10 грудня 2017, Мінськ, Білорусь) — радянський і білоруський актор театру і кіно. Заслужений артист Республіки Білорусь (2011).

## Біографія
Іван Мацкевич народився 9 квітня 1947 року в селі Грабове Вовковиського району Гродненської області Білоруської РСР.
У 1968 році закінчив акторський факультет Білоруського державного театрально-художнього інституту в Мінську за фахом «актор драматичного театру і кіно» (курс заслуженого діяча мистецтв Білорусі, професора О. І. Бутакова).
З 1968 по 1981 роки — актор Брестського академічного театру драми імені Ленінського комсомолу Білорусі.
З 1981 по 1996 роки — актор Театру-студії кіноактора в Мінську.
З 2 вересня 1996 року по 10 грудня 2017 року — провідний майстер сцени Національного академічного драматичного театру імені М. Горького в Мінську.
Зіграв більш ніж у сімдесяти кінофільмах, серед яких такі стрічки, як «Візьму твій біль» (1981) Михайла Пташука, «Люди на болоті» (1981) Віктора Турова, «Казка про Зоряного хлопчика» (1983) Леоніда Нечаєва, « Син за батька» (1995) Миколи Єременка-молодшого, «Хрустальов, машину!» (1998) Олексія Германа, «1612: Хроніки смутного часу» (2007) Володимира Хотиненка і багато інших.
Раптово помер 10 грудня 2017 року в місті Мінську у 70-річному віці від гострої серцевої недостатності. Прощання з актором відбулося 12 грудня на Великій сцені Національного академічного драматичного театру імені М. Горького. Похований на Східному кладовищі Мінська.

## Особисте життя
Був одружений з Людмилою Мацкевич, одружилися на третьому курсі університету. Дружина була акторкою і викладачкою сценічної ролі. Мав дочку Олену. Вона закінчила театральний інститут, є завідуючою театральною трупою. Також мав двох онуків: Тимофія і Єфросинію.

## Творчість

### Театральні роботи
- «Лев узимку» — Генріх II, король Англії
- «Пане коханку» — Пане коханку
- «Біг» — Григорій Лук'янович Чарнота

### Фільмографія
- 1974 — Хліб пахне порохом —  Горбач
- 1977 — Ненависть —  Степан Булига, середній син старого селянина Ігнатія Булиги, брат Федора і Миті
- 1978 — Поруч з комісаром —  Мирон
- 1978 — Артем —  Федір Андрійович Сергєєв («товариш Артем»), російський революціонер  (озвучив Ігор Єфімов)
- 1980 — Третього не дано —  Прокоп Величко
- 1981 — Візьму твій біль —  Григорій Шишкович, поліцай
- 1981 — Проданий сміх —  другий діловий партнер барона Трьоча
- 1981 — Вітрила мого дитинства —  Мурашко
- 1981 — Фруза —  механік
- 1981 — Розкидане гніздо —  керуючий
- 1981 — Затишшя —  Артем Іванов
- 1981 — Його відпустку —  Степан, директор заводу «Червоний промінь»
- 1982 — Особисті рахунки —  Гайдуков, представник ленінградського НДІ «Центравтоматіка»
- 1982 — Поліська хроніка.Фільм 2.Дихання грози —  Шабетя
- 1982 — розкидати гніздо —  керуючий
- 1982 — Державний кордон. Фільм 3. «Східний кордон» —  комендант прикордонної застави
- 1983 — Чорний замок Ольшанський —  Гончарьонок
- 1983 — Казка про Зоряного хлопчика —  єгер, який знайшов Зоряного хлопчика
- 1983 — Батьки і діти —  епізод
- 1983 — Водій автобуса —  офіцер-прикордонник
- 1985 — Матрос Желєзняк —  білокозаки
- 1985 — Таємна прогулянка —  радянський партизан — провідник
- 1985 — Я любив вас більше за життя —  танкіст
- 1985 — Снайпери —  епізод
- 1985 — Куди йдеш, солдате? —  демобілізований у теплушці
- 1986 — Секретний фарватер —  Донченко, командир радянського підводного човна
- 1986 — Скарга —  епізод
- 1986 — Виклик —  Іван, товариш Олексія
- 1987 — На своїй землі —  Семен Захарович, міліціонер
- 1987 — Недільні прогулянки (новела «Папа») —  тренер з боксу
- 1988 — Шляхетний розбійник Володимир Дубровський —  гість Троєкурова
- 1988 — Воля Всесвіту —  бортінженер
- 1989 — термінове весна —  п'яний купець
- 1990 — Людина з чорної «Волги» —  гість на новорічній вечірці
- 1990 — Стерв'ятники на дорогах —  бандит
- 1990 — Мати Урагану
- 1990 — Війна на західному напрямку —  Дмитро Григорович Павлов, радянський воєначальник, генерал армії, командувач Західним особливим військовим округом
- 1991 — Ятринська відьма —  тюремник
- 1991 — Мед оси —  Микитенко
- 1991 — Крок вправо … крок вліво …
- 1992 — Вільна зона —  моряк
- 1992 — Вальс золотих тельців —  ватажок терористів
- 1992 — Уїк-енд з вбивцею —  бандит Хан
- 1993 — Супермен мимоволі, або Еротичний мутант —  бандит
- 1994 — Епілог —  художник
- 1995 — Син за батька —  полковник міліції
- 1996 — Яма (короткометражний)
- 1996 — З пекла в пекло —  військовий комендант району
- 1997 — Біг від смерті
- 1998 — Квіти від переможців —  Дід
- 1998 — Хрустальов, машину! —  «двійник» генерала Клёнского
- 1998 — Полювання жити (короткометражний)
- 1998 — Контракт зі смертю —  епізод
- 1998 — Зал очікування —  артист
- 1999 — Рейнджер з атомної зони —  епізод
- 2000 — Каменська (фільм № 7 «Чужа маска», фільм № 8 «Не заважайте катові») —  Коновалов, генерал міліції
- 2001 — Прискорена допомога 2 (серія № 12 «Епідемія») —  генерал Макаров
- 2001 — Втеча з ГУЛАГу —  контролер
- 2003 — Між життям і смертю —  Карась
- 2003 — У червні 41-го —  Стешин
- 2003 — Анастасія Слуцька —  Тимур
- 2004 — На безіменній висоті —  «Батя»
- 2004 — Курсанти —  Добров, генерал
- 2005 — Глибоке протягом —  Іванов, генерал
- 2005 — Чоловіки не плачуть 2 —  Кирило Ілліч Прилепська, бізнесмен
- 2005 — Воскресенье в женской бане (серія № 5 «Квіти життя») —  Михайло Петрович
- 2005 — Приватний детектив (серія № 16 «Царські забави») —  прокурор міста
- 2005 — Останній бій майора Пугачова —  батько майора Пугачова
- 2005 — Покликання —  Разгуляєв
- 2006 — Виклик 2 (фільм № 4 «Пророцтво») —  Артемій Савелійович Каланчевская
- 2007 — Майор Вєтров —  Пуліхов
- 2007 — Вороги —  Еріх, офіцер вермахту
- 2007 — Дев'ять днів до весни —  Владислав Яковенко
- 2007 — Ваша честь —  Пежемський, адвокат
- 2007 — 1612: Хроніки Смутного часу —  боярин
- 2008 — Око за око
- 2008 — Знахар —  «Залізний», «смотрящий» в колонії
- 2008 — Панове офіцери: Врятувати імператора —  Павловський
- 2008 — Суд —  Ілля Вікторович Пежемський, адвокат
- 2008 — Птица счастья —  Іван Савелійович Шубін, губернатор
- 2008 — Застава Жиліна —  Іван Сергійович, воєнком
- 2009 — Вольф Мессінг: бачив крізь час —  співробітник НКВД
- 2009 — Довше століття —  Клим Державін, розвідник, офіцер НКВД
- 2009 — Сьомін —  Федір Олексійович Сергєєв, генерал МУР а
- 2009 — Снайпер. Зброя відплати —  генерал
- 2010 — Капітан Гордєєв —  Борис Іванович Каверін, генерал, начальник УВС
- 2010 — Масакра —  Бухарін, мисливець
- 2010 — Замах —  Тимофєєв, полковник, офіцер з особливих доручень генерала Данилова
- 2011 — Німець —  офіцер НКВД
- 2011 — Наркомовський обоз —  Сталін / Баро, циганський барон
- 2011 — Іронія удачі —  Сергій Костянтинович, олігарх, батько Наташі
- 2011 — Поцілунок Сократа (фільм № 2 «Намисто Нефертіті») —  Анатолій Шведов, начальник служби безпеки
- 2012 — Смугасте щастя —  Юрій Олексійович Орлов, полковник авіації у відставці
- 2012 — Зворотний бік Місяця —  полковник ВВС
- 2013 — Смерть шпигунам. Лисяча нора —  Іван Іванович Гонтар, полковник
- 2013 — Смерть шпигунам. Ударна хвиля —  Іван Іванович Гонтар, полковник
- 2013 — Марш-кидок 2: Особливі обставини —  Григор'єв, полковник, керівник штабу по ПП
- 2013 — Вилікувати страх —  слідчий
- 2014 — Не покидай мене! —  полковник
- 2014 — Добре ім'я —  Іван Степанович Хрестів, підполковник поліції
- 2014 — Вовче сонце —  «Сивий», контрабандист
- 2014 — Трюкач —  Юрій Прокопович Петраков, секретар міськкому
- 2015 — Дочка за батька —  Юрій Борисович Золотаревський, батько Віктора
- 2015 — Непідкупний —  Юхим Степанович, батько Ольги
- 2015 — Перервані спогади —  Полковник
- 2017 — Будинок порцеляни —  Дерябін, генерал МВС

### Озвучування мультфільмів
- 1982 — Куди пропав місяць?
- 1987 — Тура відчаю

### Озвучування фільмів
- 2012 — Три слова про прощення — Петро, тесля